# Gombe (Angola)
Gombe ist eine Ortschaft und Gemeinde in Angola.

## Verwaltung
Gombe ist Sitz einer gleichnamigen Gemeinde (Comuna) im Landkreis (Município) von Nambuangongo, in der Provinz Bengo. Die Gemeinde hat etwa 8300 Einwohner (Schätzung 2013). Die Volkszählung 2014 soll fortan für gesicherte Bevölkerungsdaten sorgen.
Nach dem Hauptort Gombe ist Kicanga Samba der wichtigste Ort in der Gemeinde.

## Wirtschaft
Die Gemeinde ist landwirtschaftlich geprägt. Die Kleinbauern und landwirtschaftlichen Genossenschaften im Kreis bauen hauptsächlich Maniok, Bananen, Süßkartoffeln, Mais, Bohnen, Erdnüsse und Kaffee an.